# Шанијер (Шарант)
Шанијер (фр. Champniers) насеље је и општина у западној Француској у региону Поату-Шарант, у департману Шарант која припада префектури Ангулем.
По подацима из 2011. године у општини је живело 5170 становника, а густина насељености је износила 114,15 становника/km². Општина се простире на површини од 45,29 km². Налази се на средњој надморској висини од 112 метара (максималној 163 m, а минималној 31 m).

## Демографија
| 1962. | 1968. | 1975. | 1982. | 1990. | 1999. | 2011. |
| ----- | ----- | ----- | ----- | ----- | ----- | ----- |
| 2.613 | 2.762 | 3.493 | 4.094 | 4.358 | 4.604 | 5.170 |

График промене броја становника у току последњих година